# Malparida
Malparida è una telenovela argentina trasmessa dal 20 aprile 2010 su El Trece. Tra i protagonisti figurano Luciano Castro ed altri.

## Trama
La storia inizia vent'anni prima, quando una donna a basso reddito si innamora profondamente di un uomo ricco, Lorenzo Uribe (Raúl Taibo) ma l'amore non basta e sceglie di sposare un altro, qualcuno della sua classe sociale. Allora la donna, povera come nell'amore, letteralmente muore d'amore. Due decenni dopo Renata (Juana Viale), la figlia della donna, propone di porre fine a tanti anni di dolore e di assenza materna. Poi entra nella vita dell'uomo che ha fatto soffrire sua madre (anche per portarla al suicidio), con una missione: uccidere quell'uomo. Quasi senza rendersene conto, Renata perde la felicità, e la missione non la fa sentire come previsto, quando incontra il figlio di Lorenzo Uribe (Gonzalo Heredia). La morte e la sofferenza lo portano avanti. Una volta che la missione è finita, Renata verifica che non era vero quello che diceva la nonna (L'amore uccide e l'odio sana) e che la verità è che:l'amore guarisce e l'odio uccide.